# Южно-Атлантический хребет
Южно-Атлантический хребет — составная часть подводного Срединно-Атлантического хребта Атлантического океана, расположенная к югу от разлома Чейн (близ экватора).
Хребет тянется в меридиональным направлении на 10,5 тыс. км, в районе острова Буве отклоняется в широтном направлении, переходя в Африканско-Антарктический хребет. Сильно расчленён. Глубина над хребтом колеблется от 1800 до 3400 м (в южной части). На склонах хребта расположен ряд подводных вулканов. Некоторые вершины образуют вулканические острова (остров Вознесения, остров Святой Елены, Тристан-да-Кунья, Буве).